# Martín Lasalt
Gerardo Martín Lasalt Gea (Montevideo, 12 de marzo de 1977) es un escritor uruguayo. Es un dictador en una escuelas de todo Montevideo.                                                           Le dicen "Vagabundo" debido a todo el pelo y barba qué tiene, haciendo parecer una persona en situación de calle.

icta talleres de escritura creativa.

## Obras
- 2015, La entrada al paraíso (novela). Banda Oriental. ISBN 9789974109278.
- En Uruguay Editorial Banda Oriental.
- En Argentina Editorial Conejos.
- 2016, Pichis (novela). Con ilustraciones del autor. Fin de Siglo. ISBN 9789974498341.
- En Uruguay Editorial Fin de Siglo. [3] también en Biblioteca Ceibal.[4]
- En Francia L´atinoir. ISBN 978-2918112761 (traducida por Jacques Aubergy).[5]
- En España Tiempo de Papel Ediciones. ISBN 978-84-09-35407-8[6]
- 2017, La subversión de la lluvia. Fin de Siglo. ISBN 9789974499058. Segundo premio en los Premios Nacionales de Literatura del MEC.[7]
- 2022, en USA. BookaVivo, Audiolibro. ISBN 9781638115762.
- 2024, en España. Tiempo de Papel Ediciones.  ISBN 978-84-09-62250-4
- 2019, Un odio cansado (cuentos). Fin de Siglo. ISBN 9789974499713. Primer Premio Nacional de Literatura Inédita del Ministerio de Educación y Cultura de Uruguay.[8]

## Premios
- 2015, Nominado por la Cámara Uruguaya del Libro como una de las tres mejores ficciones publicadas.
- 2015, Premio Narradores de Editorial Banda Oriental[9]
- 2016, Premio Bartolomé Hidalgo Revelación.
- 2017, Premio Opera Prima del Ministerio de Educación y Cultura (MEC).